# Bohumil Bek
Bohumil Bek (24. dubna 1879, Svatý Jiří – 7. října 1951, Kutná Hora) byl český řezbář a tvůrce loutek.

## Život
Bohumil Bek absolvoval „C.k. odbornou školu pro spracování dřeva“ v Chrudimi. Poté prošel několikaletou řezbářskou praxí u pražského sochaře a řezbáře Josefa Krejčíka. Roku 1909 se přestěhoval do Kutné Hory a založil vlastní řezbářskou a restaurátorskou firmu v ulici Jiřího z Poděbrad (dříve Klášterská) čp. 283. Je pohřben v rodinné hrobce na Městském hřbitově Všech Svatých.
Jeho syn Bohumil byl knihovníkem Národní knihovny ČR v Praze.

## Dílo
Bekova dílna vyráběla různé předměty, od běžného nábytku a vybavení domácností po kostelní umělecké práce - oltáře, obrazy křížových cest, kazatelny a zpovědnice. Bek je autorem mnoha soch a také křížové cesty v Bohuticích a v nejstarším poutním areálu na Slovensku v Mariance u Bratislavy.